# Biblioteca comunale Ernesto Cesaro
La biblioteca comunale Ernesto Cesaro di Torre Annunziata,  ha sede presso il Palazzo Criscuolo in corso Vittorio Emanuele III, ed è iscritta all'anagrafe delle biblioteche italiane.

## Storia

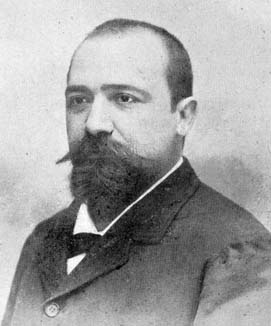
Ernesto Cesaro, il matematico a cui è intitolata la biblioteca

La biblioteca è intitolata ad Ernesto Cesaro (1859-1906), matematico oplontino noto per i suoi contributi alla geometria differenziale e alla teoria della somma delle serie infinite. Fu istituita nel 1907 e contava, allora, circa 2 000 volumi, gran parte dei quali provenienti dalla Biblioteca dei Padri Alcantarini.
Nella notte tra il 15 ed il 16 settembre 2017, dalla biblioteca furono trafugati 214 di 443 volumi della collezione antica, tra cui anche un capitello rinvenuto durante gli scavi della villa B degli Scavi archeologici di Oplonti. Dei 214 volumi rubati figuravano un incunabolo datato tra la metà del XV ed il XVI secolo, unico esemplare della collezione di quel periodo storico. Altri 59 risalivano al XVI secolo, 102 al XVII secolo e i rimanenti 52 ascrivibili al 700.

## Patrimonio librario
I volumi sono ordinati secondo il sistema di classificazione decimale Dewey (CDD) e catalogati secondo lo standard catalografico internazionale.
La biblioteca possiede un patrimonio di circa 13 000 volumi, tra cui un fondo antico di circa 1 600 opere, circa 50 edizioni cinquecentine, 153 edizioni del ‘600, 919 edizioni del ‘700, tra cui opere del 500 e manoscritti dei padri Alcantarini, 200 documenti cartografici, 308 pubblicazioni in serie ed oltre 2 000 opuscoli.

## Sezioni e fondi

### Sezioni
Le sezioni sono suddivise in base al contenuto dei volumi. 

#### Sezione Ragazzi
Da anni la biblioteca ha istituito una Sezione Ragazzi dotata di un proprio spazio espositivo. La sezione conta oltre 800 titoli, tra classici per l’infanzia, gialli, horror e fantasy.

#### Storia locale
In questa sezione sono conservati testi sulle origini e le vicende storiche, politiche ed economiche della città di Torre Annunziata, ed ulteriori testimonianze sulla sua vita sociale, artistica e commerciale. 
La sezione comprende una ricca bibliografia sulla storia di Oplonti e sul Vesuvio. Qui si conservano anche gli scritti di illustri uomini torresi, tra i quali il matematico Ernesto Cesaro. Nella stessa sezione sono raccolti testi sulla storia e realtà sociale di molti paesi vesuviani.

#### Periodici
In sala consultazione è presente una Sezione periodici con numerose riviste di argomento storico, scientifico, artistico e letterario. Nella stessa sezione sono custodite riviste dei primi anni del ‘900, di cui si è provveduto alla microfilmatura.

#### Leggi e gazzette ufficiali
La biblioteca, offre l'accesso ad un’informazione completa ed aggiornata sulla legislazione nazionale, grazie alla consultazione online delle leggi d’Italia e della Gazzetta Ufficiale della Repubblica Italiana.

#### Emeroteca storica
L'emeroteca della stampa locale e l'editoria storica, è composta da 33 testate incomplete di giornali di fine '800 pubblicati a Torre Annunziata.

### Fondi e raccolte
La biblioteca conserva la Platea dei Beni del Principe Dentice di Frasso risalente al 1748.

#### Fondo antico
Patrimonio della biblioteca è un fondo antico proveniente dal convento dei Padri di Alcantara. Contiene volumi dal 1483 fino alla metà del XIX secolo.

#### Fondo Amodio
Questo fondo conserva scritti, lezioni universitarie, tavole, disegni e progetti dell’ing. Pasquale Amodio, tutto materiale donato alla Biblioteca dagli eredi.

## Servizi
È possibile programmare laboratori di lettura e percorsi didattici a tema. Si possono concordare, anche telefonicamente, incontri e visite guidate con insegnanti e classi interessate ad approfondire il funzionamento della Biblioteca.